# Скарлін
Скарлін (пол. Skarlin, нім. Skarlin, 1940-45: Scharlen) — село в Польщі, у гміні Нове-Място-Любавське Новомейського повіту Вармінсько-Мазурського воєводства. Населення — 602 особи (2011). Місто розташоване приблизно за 10 км на північний захід від Нового Міста Любавського та за 77 км на південний захід від обласного центру Ольштина.
У 1975-1998 роках село належало до Торунського воєводства.

## Демографія
Демографічна структура станом на 31 березня 2011 року:
|          | Загалом | Допрацездатний вік | Працездатний вік | Постпрацездатний вік |
| -------- | ------- | ------------------ | ---------------- | -------------------- |
| Чоловіки | 302     | 80                 | 185              | 37                   |
| Жінки    | 300     | 65                 | 156              | 79                   |
| Разом    | 602     | 145                | 341              | 116                  |